# Зеда Гвіріші
Зеда Гвіріші (груз. ზედა ღვირიში) — село в Грузії.
За даними перепису населення 2014 року в селі проживає 38 осіб.